# Лука Лейденський
Лука Лейденський або Лукас ван Лейден (нід. Lucas van Leyden Лука з Лейдена; 1489 або 1494, Лейден, Нідерланди — 1533) — нідерландський живописець і гравер, представник нідерландського Відродження. У своїх жанрових сценах митець зробив крок уперед до окреслено реалістичного зображення дійсності.

## З життя і творчості
У 1504—08 роках навчався в батька Г. Якобса, пізніше в К. Енгелбректса. Працював у Лейдені.
Реалістичні тенденції в творчості Луки ван Лейдена яскраво виявилися в його гравюрах («Корівниця», 1510, та ін.).
Лука Лейденський — одним з перших у західноєвропейському мистецтві звернувся до жанрових сцен («Гра в шахи», бл. 1508—10; «Картярі», 1520; «Проповідь у церкві», бл. 1521). Відомими є також його вівтарні картини («Страшний суд», 1526—27; «Зцілення єрихонського сліпця», 1531, Ермітаж).
Лука з Лейдена писав також портрети («Автопортрет», бл. 1514, та ін.).

## Галерея

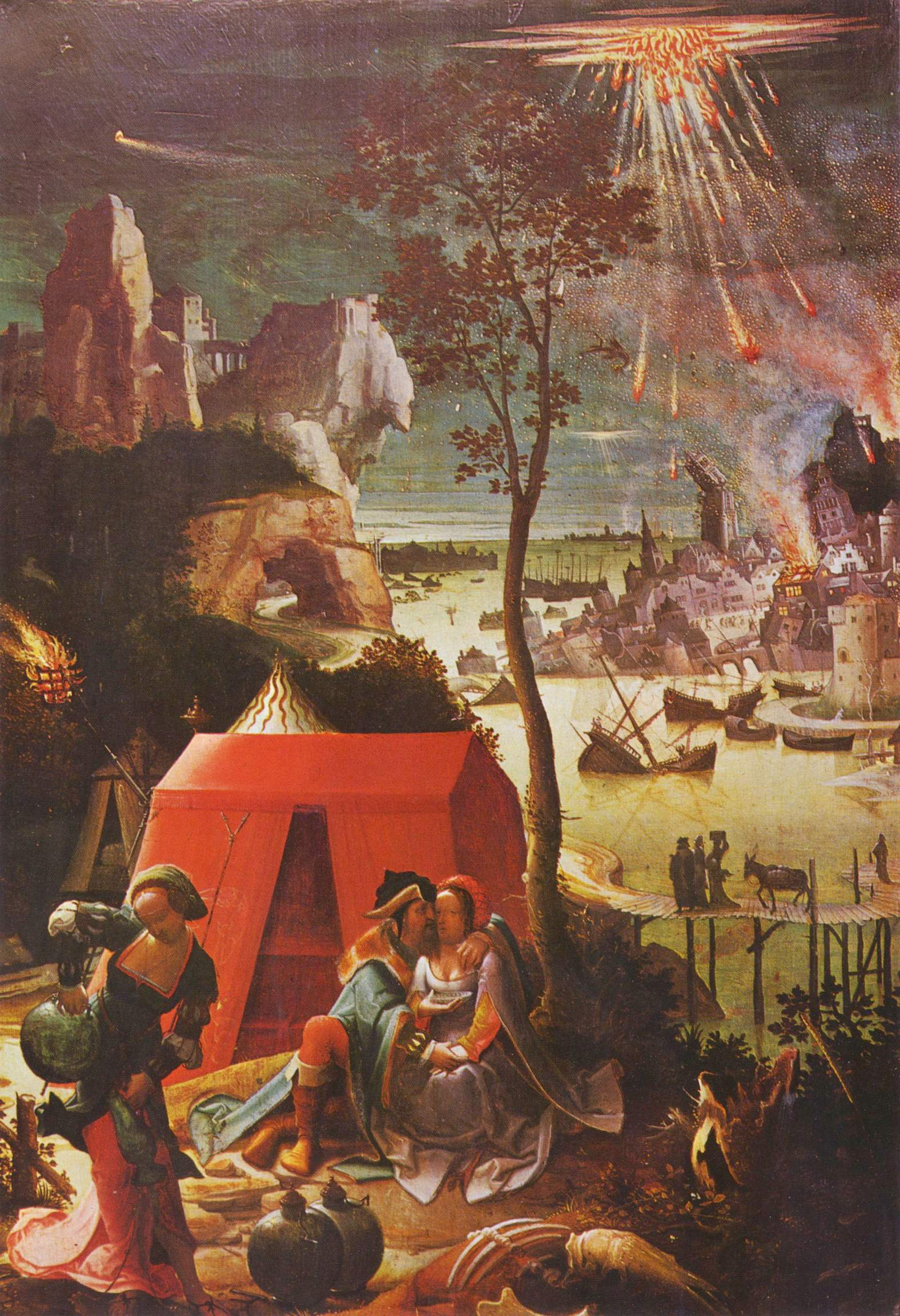
Лот і його доньки. Бл. 1509. Лувр, Париж
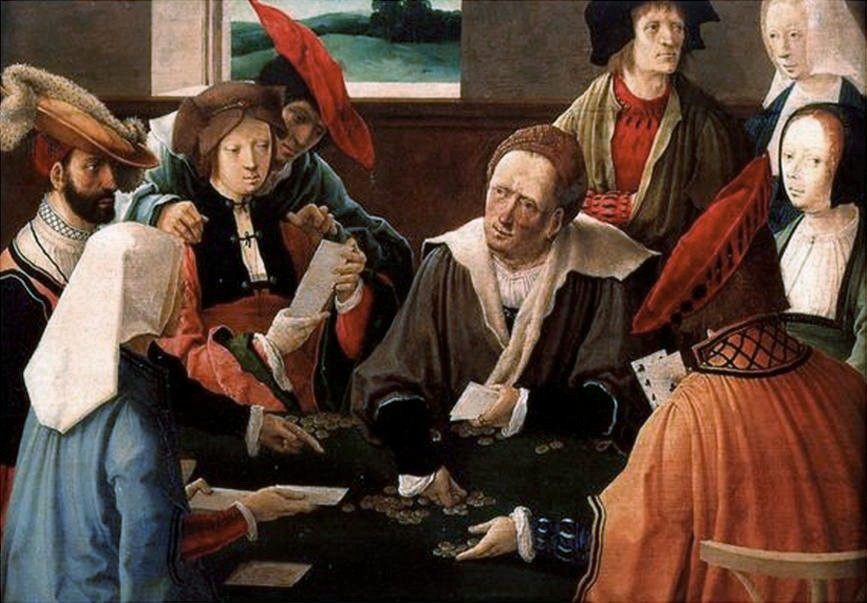
«Картярі», 1520
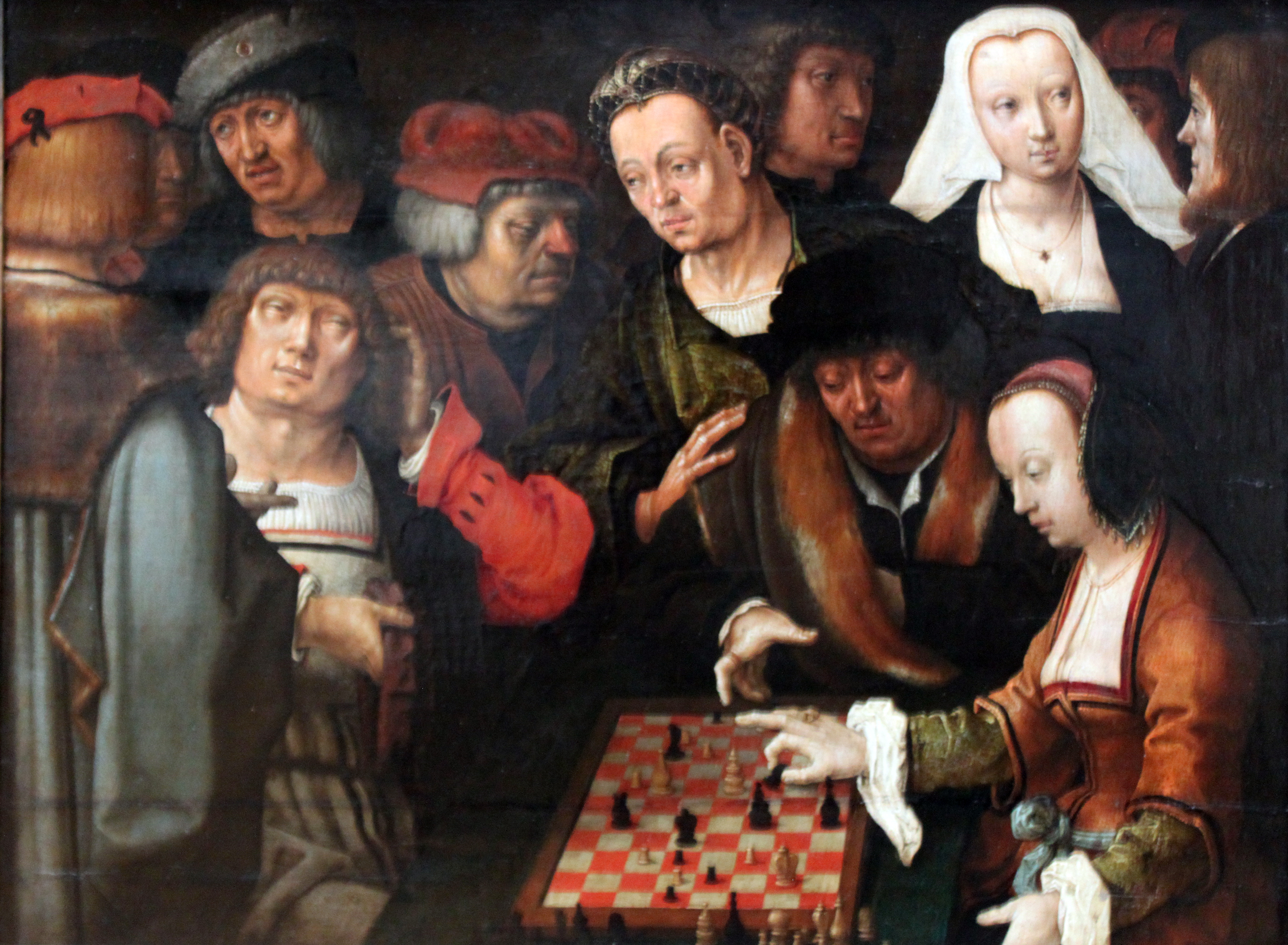
«Гра в шахи»
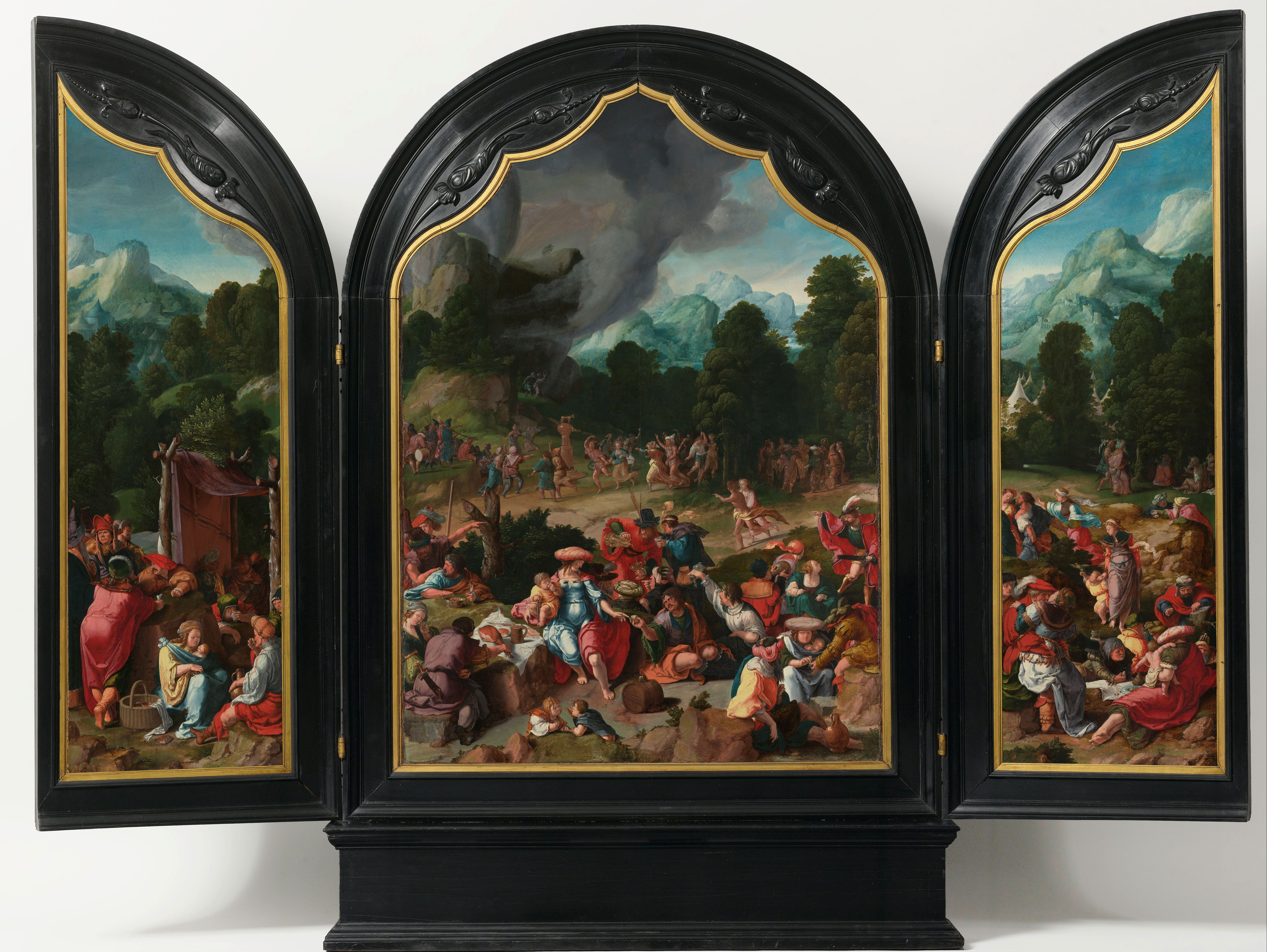
Триптих з танцями довкола золотого тільця. 1525-1535. Рейксмузей, Амстердам
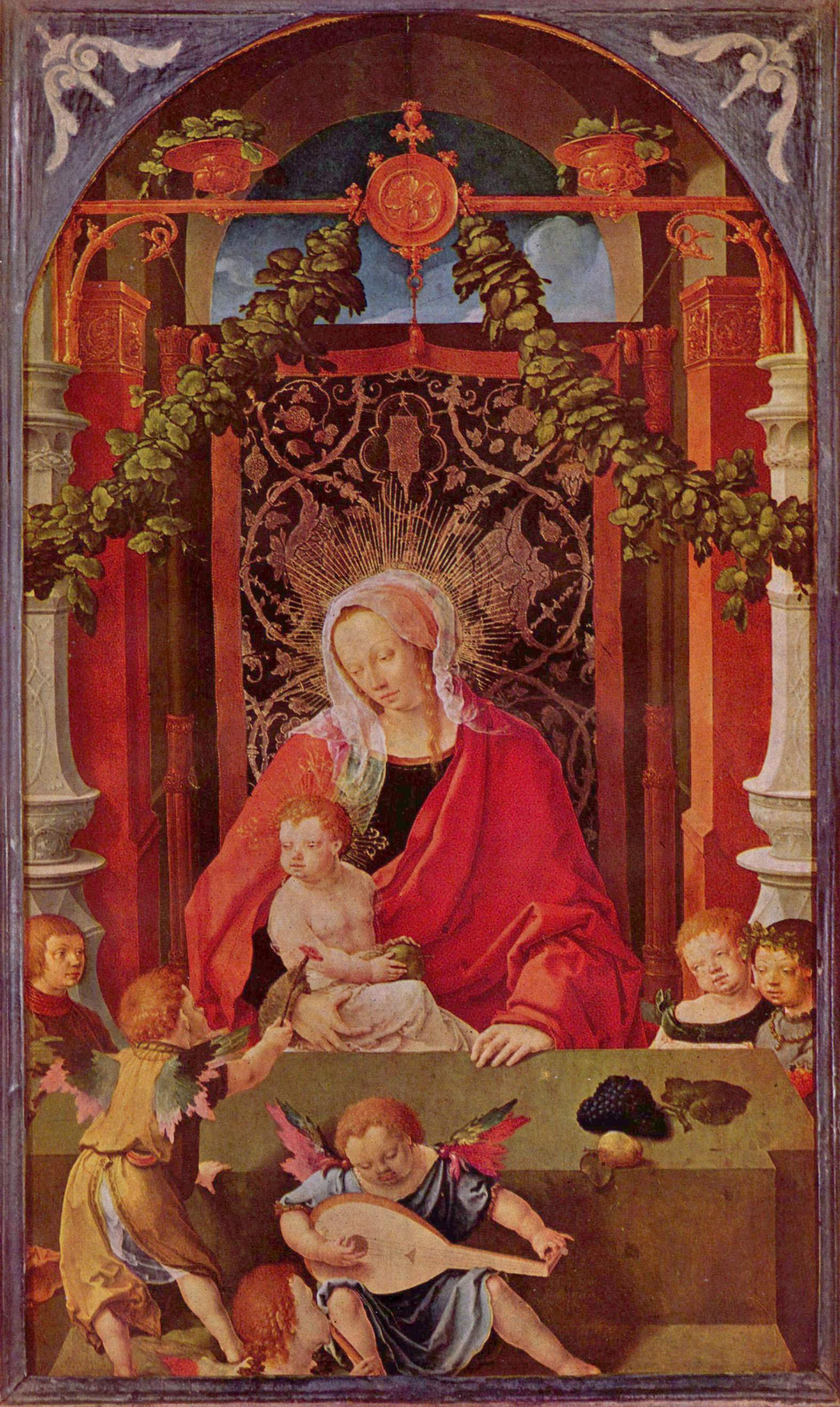
Мадонна з янголами. Бл. 1520. Берлін-Далем

## Гравюри Луки Лейденського (Музей Бойманс ван Бенінген)

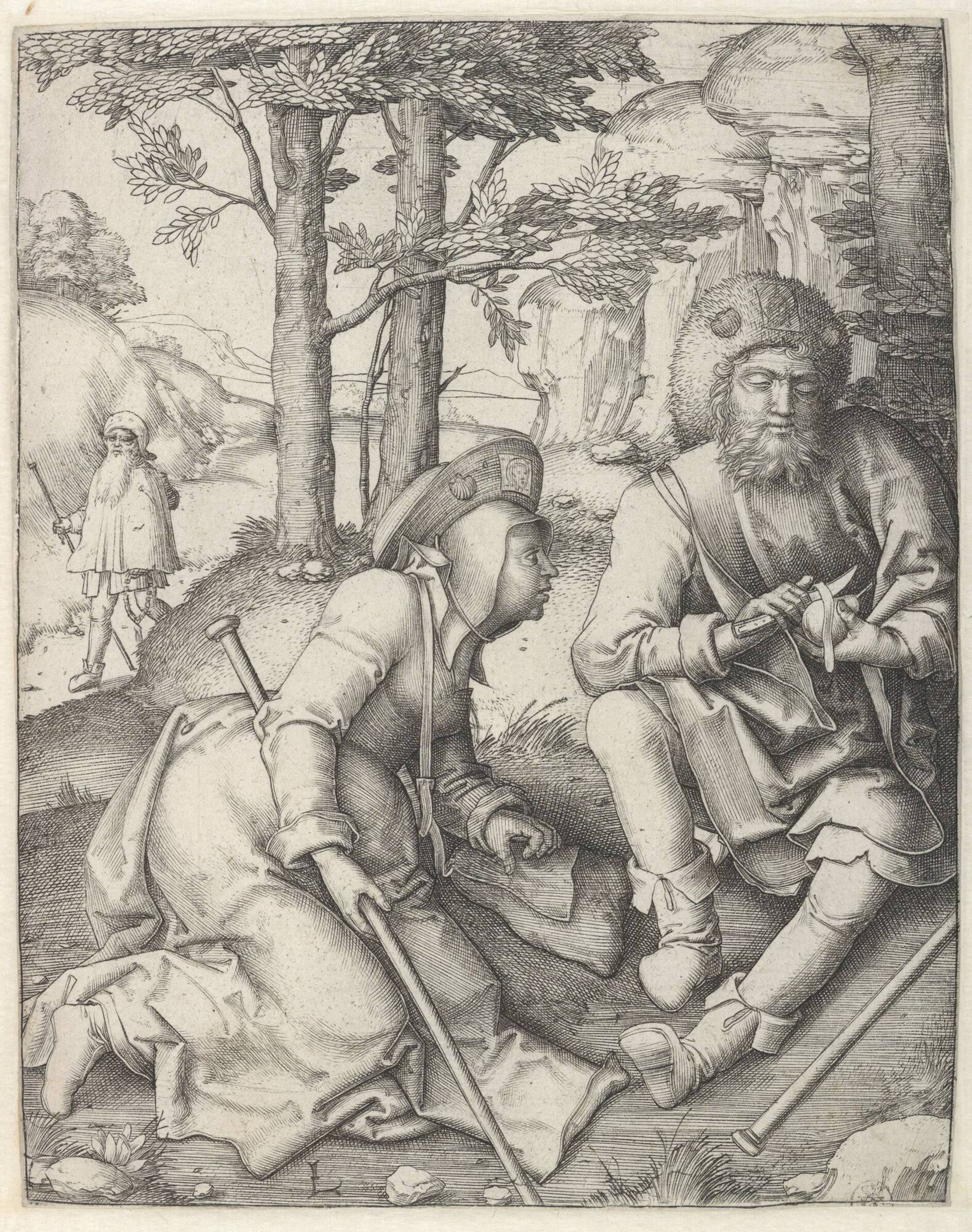
Лука Лейденський. «Відпочинок пілігрімів», 16 ст.
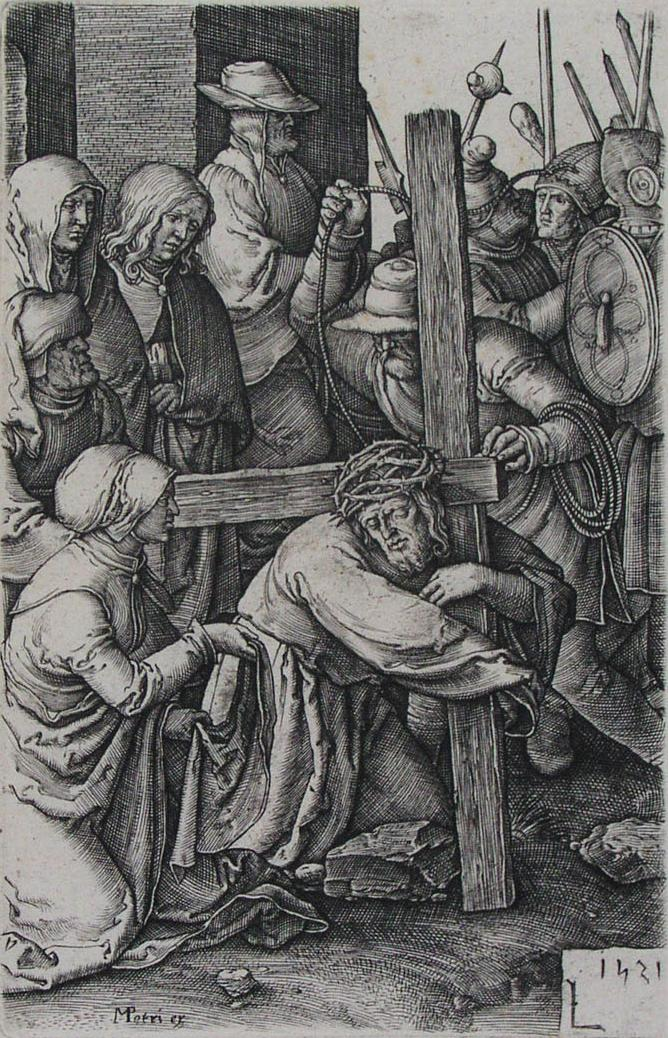
«Шлях на Голгофу» ( серія «Великі страсті »)
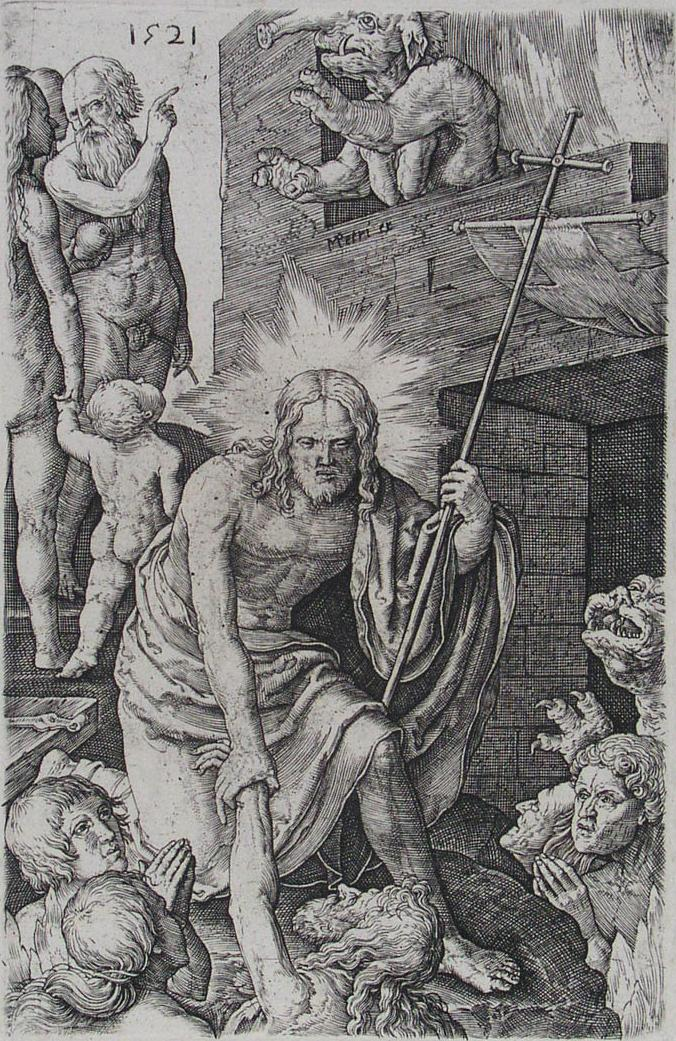
«Зшестя в ад»
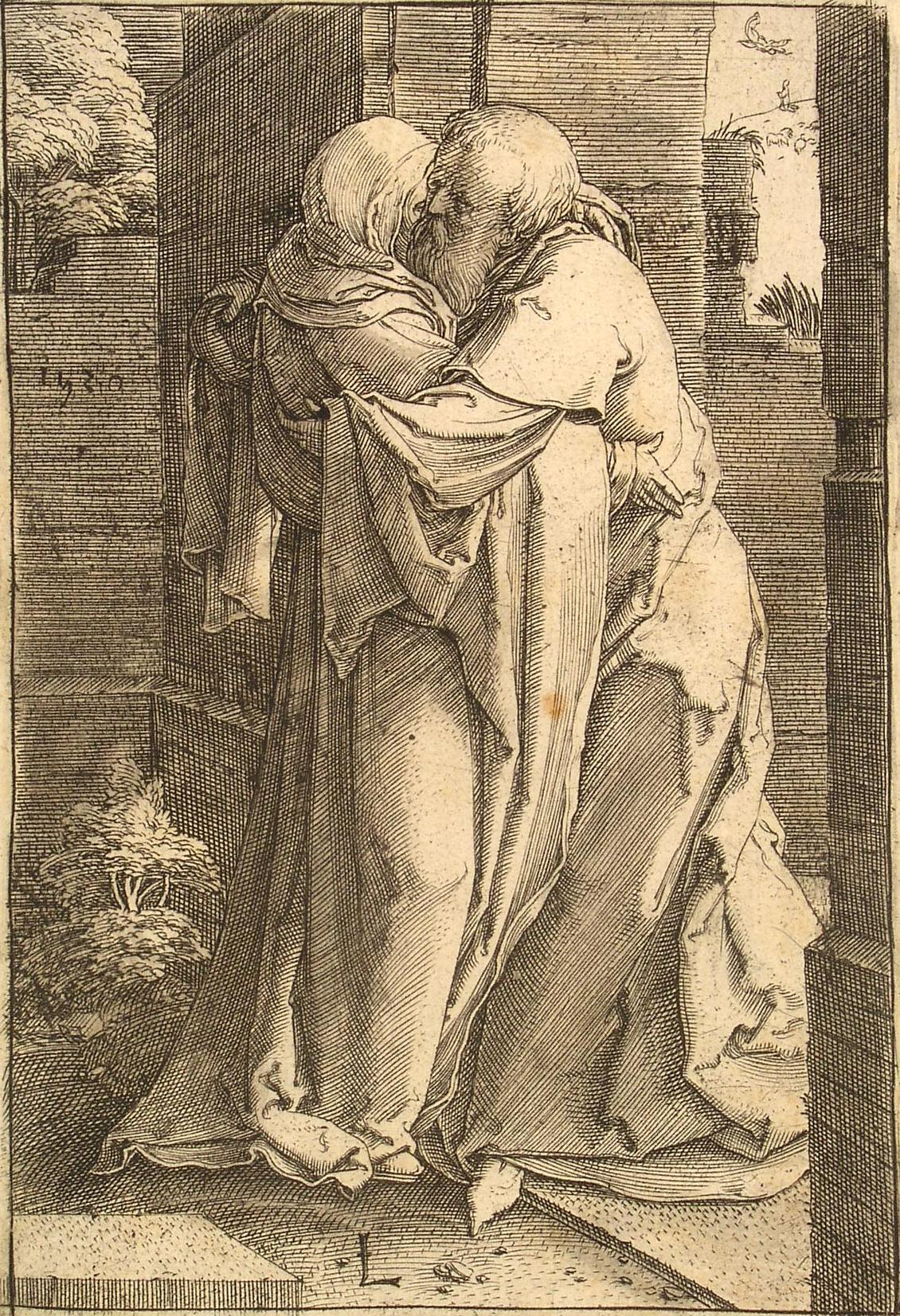
«Йоахим і Анна»

## Гравюри Луки Лейденського (Державний музей (Амстердам))

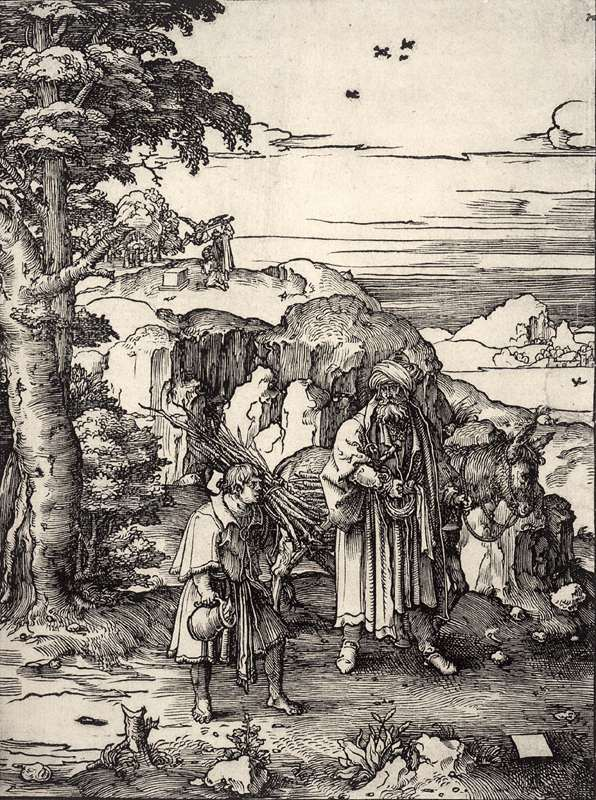
«Жертвоприношення Авраама», 1517 р.
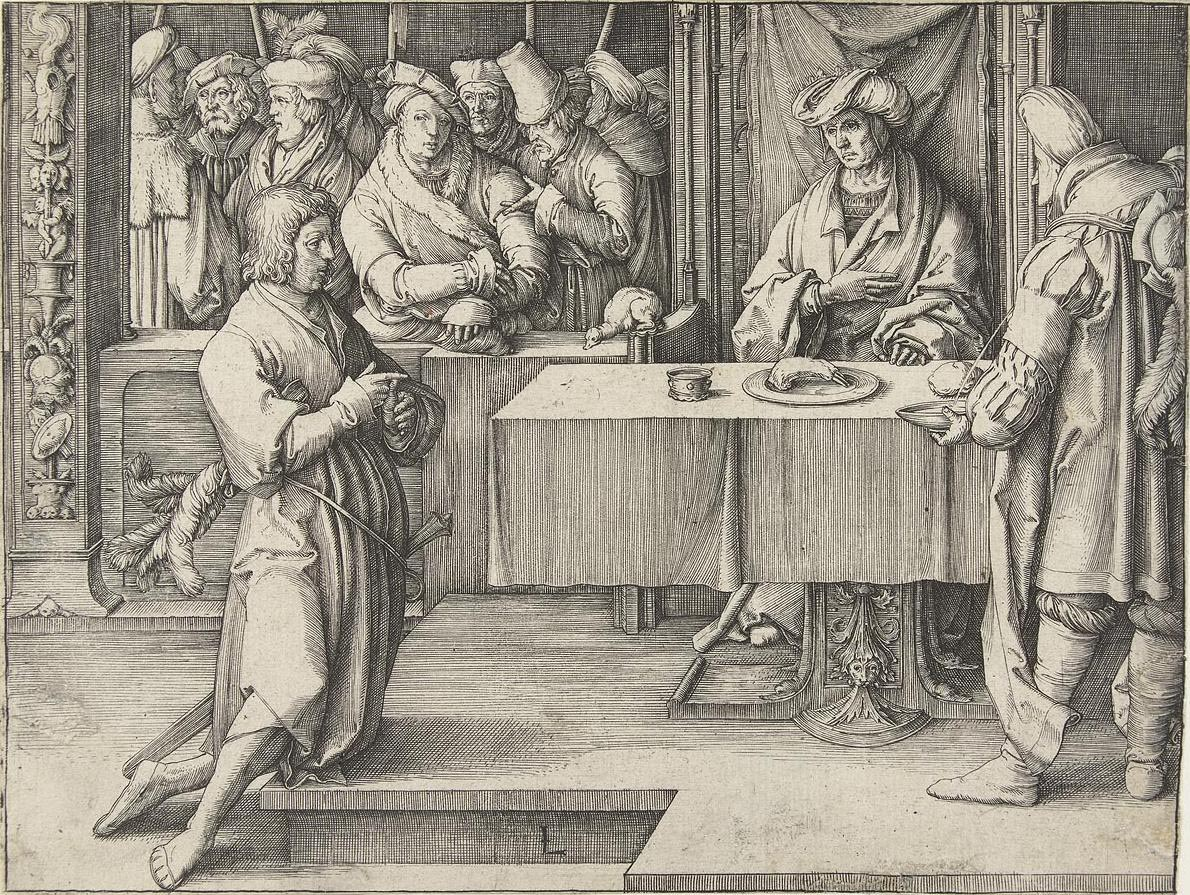
«Йосип Прекрасний тлумачить сни фараона», 1512 р.
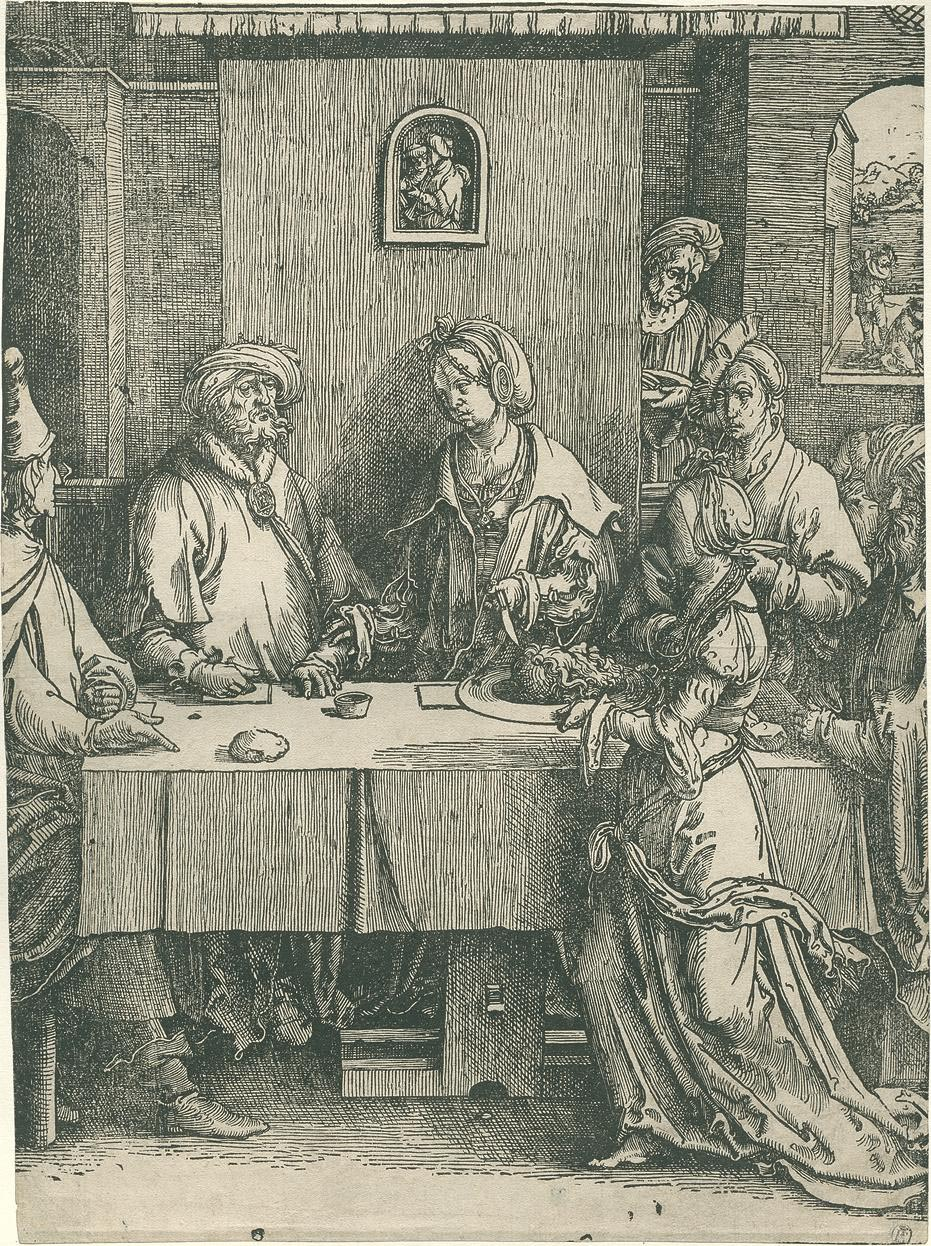
«Саломея з відтятою головою Івана Хрестителя», 1514 р.
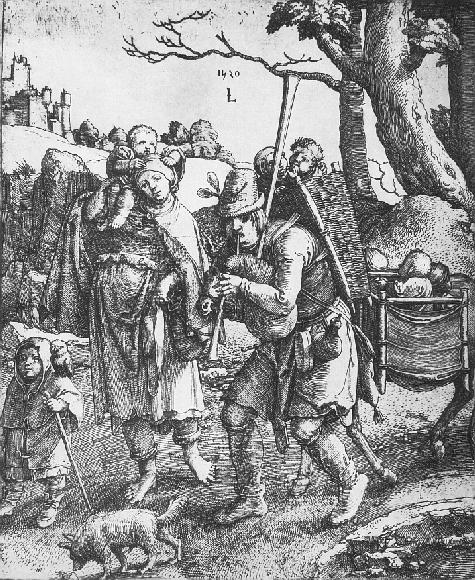
«Мандрівні жебраки», 1520 р.